# Аристов, Мина Львович
Ми́на Льво́вич А́ристов (11 ноября 1887, Бугрик, Российская империя  — 1942, Воркута, СССР) — российский революционный деятель, участник Первой мировой и Гражданской войн. Во время гражданской войны участвовал в установлении советской власти в Астрахани. После окончания гражданской войны был сначала партийным, а затем и хозяйственным деятелем. В 1937 году был арестован и приговорён к 5 годам лишения свободы.

## Биография
Родился 11 ноября 1887 года на хуторе Бугрик (Астраханская губерния) в казацкой семье. Учился в Киевском университете. В 1905 году вступил в РСДРП(б). Принимал участие в революции 1905—1907 годов, за что в 1907 году был исключён из университета и выслан в Астрахань.
В сентябре 1908 года поступил на учёбу в Оренбургское казачье училище, а августе 1910 году его окончил. В чине есаула был командиром сотни. Принимал участие в Первой мировой войне. Мина Аристов агитировал солдат для проведения революции.
В апреле 1917 года стал делегатом на 1-м съезде солдатских депутатов, где был избран членом исполкома Совета солдатских депутатов Западного фронта. Осенью того же года Мина Аристов занялся революционной пропагандой среди астраханского казачества. В декабре того же года был избран председателем Астраханского Военно-революционного комитета и командиром 156-го полка — единственного воинского формирования которое находилось в Астрахани. В феврале 1918 года был назначен первым военным комиссаром, председателем Военного совета Астраханского края и членом (по другим данным — секретарём) губернского комитета РКП(б). Мина Аристов был одним из руководителей подавления вооружённого выступления антибольшевистских казаков в Астрахани в январе 1918 года. С ноября 1918 года по февраль 1919 года был членом Астраханского губернского исполнительного комитета и губернского военного комитета.
В октябре 1919 года был назначен командиром Московского коммунистического полка. В октябре 1920 года был назначен командиром 1-й бригады 5-й кавалерийской дивизии. С января по февраль 1921 года был начальником 7-й кавалерийской дивизии. В Красной армии служил до 1921 года. В 1925 году был назначен на должность председателя Астраханского губернского исполкома. С 1925 года стал членом ВЦИК РСФСР и ЦИК СССР, а с 1926 года по 1929 год работал во ВЦИК СССР. С августа 1928 год по ноябрь 1929 года был заведующим Организационного отдела «Всекомпромбырсоюза».
В 1929 году был переведён на хозяйственную работу. С ноября 1929 года по декабрь 1930 года был начальником Экспортного сектора «Союзминералтруд». В 1931 году был заместителем директора Оленеводтреста. С января 1932 года по август 1933 года был заместителем директора Научно-исследовательского института рыбодобывающей промышленности.
С 1933 года по 1935 год находился на пенсии. С августа 1935 года по 1936 год был заместителем управляющего «Союздревтрубмонтаж». В 1937 году был арестован и приговорён к пяти годам лишения свободы. Скончался в 1942 году в исправительно-трудовом лагере, который находился в Воркуте.

## В литературе
Мина Аристов был персонажем следующих литературных произведений:
- Жилин Б. И. Шутиха: роман. — Современник, 1973. — С. 63. — 206 с.
- Холопов Г. Грозный год: Роман. — Л.: Лениздат, 1971. — С. 30. — 351 с.
- Белоусов В. П. По следу Каина. — М.: Вече, 2015. — ISBN 978-5-4444-1261-9.